# Евангелическая церковь Аугсбургского исповедания Румынии

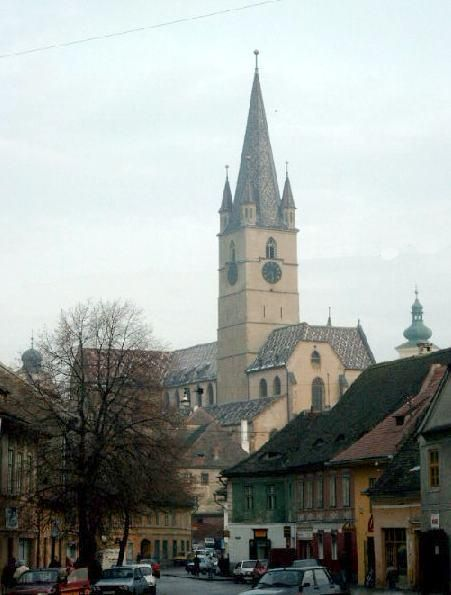
Собор Святой Марии в Сибиу — главное здание Церкви

Евангелическая церковь Аугсбургского исповедания Румынии (нем. Evangelische Kirche A.B. in Rumänien, рум. Biserica Evanghelică de Confesiune Augustană din România) — старейшая лютеранская деноминация Румынии, существующая со времён Реформации. Объединяет преимущественно этнических немцев (трансильванских саксов). Входит во Всемирную лютеранскую федерацию. Центр Церкви находится в Сибиу, руководитель — епископ Кристоф Кляйн.

## История

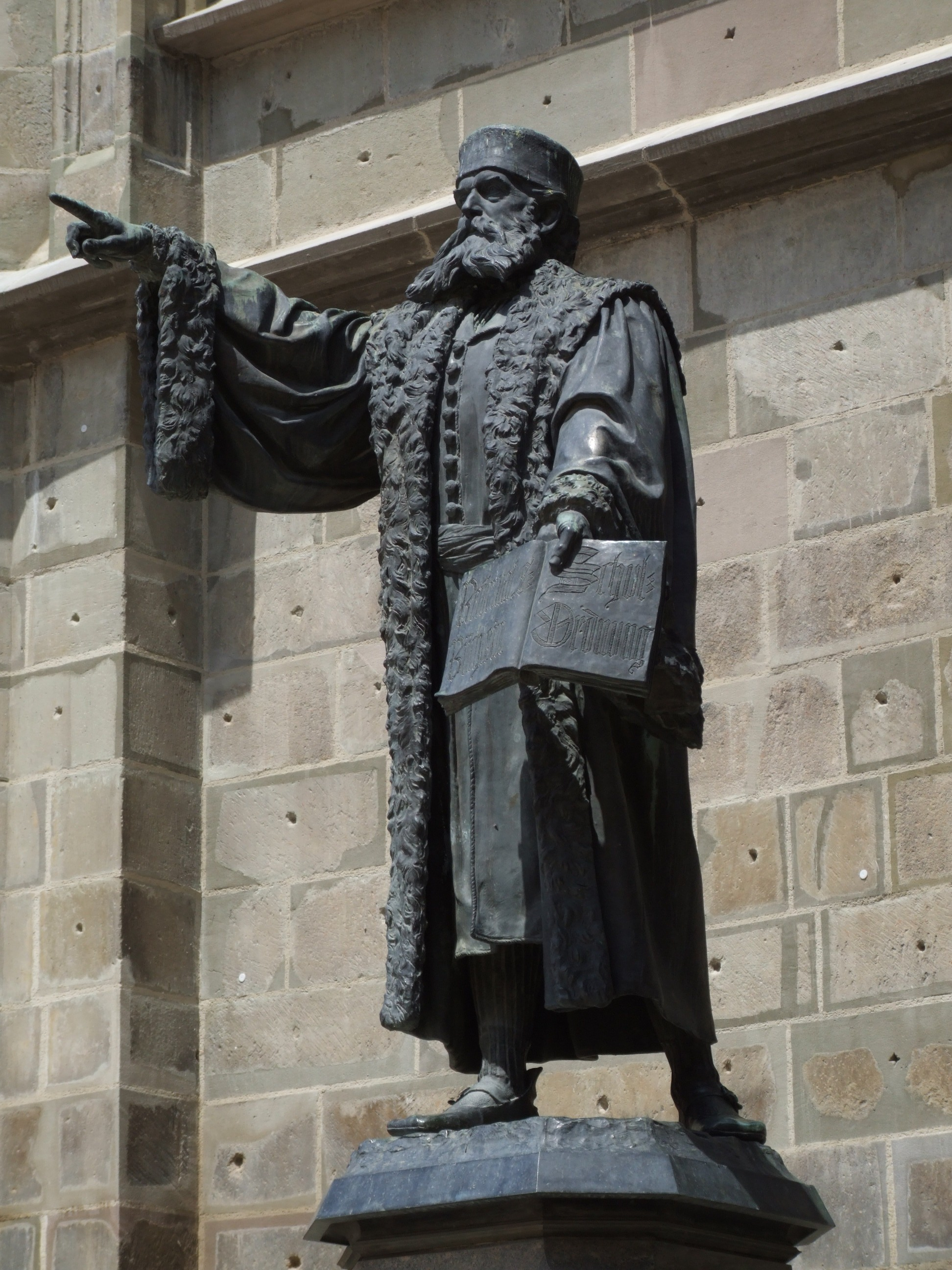
Памятник Йоханнесу Хонтерусу в Брашове

Труды Лютера были известны среди трансильванских немцев уже с 1519 года, однако начало Реформации в Трансильвании связывают с именем Йоханнеса Хонтеруса, который не только активно проповедовал лютеранские идеи, но и издавал в своей типографии протестантскую литературу. Начиная с 1542 года лютеранство получило достаточно широкое распространение в регионе.
В 1572 году при выборах третьего лютеранского епископа (Лукас Унглерус) синод Церкви признал в качестве вероучительных документов Аугсбургское исповедание. Всего лютеранские общины существовали в 200 населённых пунктах Трансильвании. Данное вероучение настолько прочно укоренилось среди немцев, что даже переход региона под власть Габсбургов в конце XVII века не оказал существенного влияния на религиозную ситуацию.
В 1921 году группа верующих отделилась от ЕЦАИР, образовав отдельную деноминацию, которая с 2001 года называется Евангелическо-лютеранская церковь Румынии (которая так же является членом Всемирной лютеранской федерации).
После окончания Второй мировой войны немецкое население Трансильвании подвергалось преследованиям, в том числе власти оказывали серьёзное давление на Церковь. Многие немцы были депортированы в лагеря в СССР.

## Современное положение
После падения коммунистического режима в 1989 году бо́льшая часть прихожан (до 90 %) выехала в Германию. В настоящее время Церковь насчитывает лишь около 14 300 прихожан.

## Организация
Высший орган - Национальное церковное собрание (Congresul Bisericii Generale, Landeskirchenversammlung), между земельными церковными собраниями - Национальная консистория (Consistoriul Superior, Landeskonsistorium), высшие должностные лица - епископы (Episcop, Bischof) и национальный церковный куратор (Curatorul bisericii generale, Landeskirchenkurator). Церковь делится на церковные округа (Protopopiate, Kirchenbezirk), церковные округа на церковные общины (Comunități, Kirchengemeinde).
Церковные округа
Высший орган церковного округа - окружное церковное собрание (Bezirkskirchenversammlung), между окружными собраниями - окружная консистория (Bezirkskonsistorium), высшее должностное лицо - декан (Dechant).
Церковные общины
Высший орган церковной общин - общинное представительство (Gemeindevertretung), между общинными представительствами - пресвитериум (Presbyterium), высшее должностное лицо - пастор (Pfarrer). 

## Статьи
- Протестантизм в Румынии
- Собор Святой Марии (Сибиу)
- Чёрная церковь (Брашов)
- Лютеранская церковь (Клуж-Напока)
- Лютеранская церковь (Бистрица)
- Лютеранская церковь (Крайова)
- Мюллер, Фридрих (епископ)